# Krev a voda
Krev a voda (v anglickém originále Blood and Water) je jihoafrický teenagerovský seriál z distribuce společnosti Netflix. První řada po 6 dílech byla vydána 20. května 2020 na síti platformě Netflix a v červnu 2020 bylo oznámeno, že se bude natáčet druhá série.

## Děj
Mladá dívka jménem Puleng Khamalo (Ama Qamata) z Kapského Města začne pátrat po své sestře Phumele Khamalo, kterou pár hodin po narození někdo unesl přímo z porodnice. Brzy zjistí, že její sestrou by mohla být Fikile (Khosi Ngema). Spolu s novým kamarádem Wadem (Dillon Winfvogel) se proto se snaží získat důkaz, který by dosvědčil, že právě Fikile je její unesená sestra. Kvůli svému soukromému pátrání bude muset změnit střední školu, kamarády, chování atd.  

## Obsazení
| Ama Qamata           | Puleng Khumalo             |
| Khosi Ngema          | Fikile Bhele/Phume Khumalo |
| Gail Mabalane        | Thandeka Khumalo           |
| Thabang Molaba       | Karabo 'KB' Molapo         |
| Dillon Windvogel     | Wade Daniels               |
| Arno Greeff          | Chris Ackerman             |
| Ryle De Morny        | Chad Morgan                |
| Greteli Finchamová   | Reece Van Rensburg         |
| Getmore Sithole      | Julius Khumalo             |
| Odwa Gwanya          | Siya Khumalo               |
| Natasha Thahane      | Wendy Dlamini              |
| Mekaila Mathys       | Tahira Kahn                |
| Sandi Schultz        | Nicole Daniels             |
| Cindy Mahlangu       | Zama Bolton                |
| Xolile Tshabalala    | Nwabisa Bhele              |
| Sello Maake Ka-Ncube | Matla Molapo               |
| Patrick Mofokeng     | Brian Bhele                |
| Shamilla Miller      | Riley Morgan               |
| Duane Williams       | Mark Tedder                |

## Seznam dílů

### První řada (2020)
| Č. v seriálu | Č. v řadě | Název             | Český název      | Režie          | Premiéra na Netflixu |
| ------------ | --------- | ----------------- | ---------------- | -------------- | -------------------- |
| 1            | 1         | Fiksation         | Fiksace          | Nosipho Dumisa | 20. května 2020      |
| 2            | 2         | The Interview     | Rozhovor         | Nosipho Dumisa | 20. května 2020      |
| 3            | 3         | Propaganda        | Propaganda       | Travis Taute   | 20. května 2020      |
| 4            | 4         | Payback's a Bitch | Pomsta i s úroky | Daryne Joshua  | 20. května 2020      |
| 5            | 5         | Frenemy No. 1     | (Ne)přítel č. 1  | Daryne Joshua  | 20. května 2020      |
| 6            | 6         | Trippin           | Přešlapy         | Nosipho Dumisa | 20. května 2020      |

### Druhá řada (2021)
| Č. v seriálu | Č. v řadě | Název                | Český název          | Režie            | Premiéra na Netflixu |
| ------------ | --------- | -------------------- | -------------------- | ---------------- | -------------------- |
| 1            | 1         | New Kid Syndrome     | Nováčkovský syndrom  | Nosipho Dumisa   | 24. září 2021        |
| 2            | 2         | Mayday               | Mayday               | Nosipho Dumisa   | 24. září 2021        |
| 3            | 3         | The Source           | Zdroj                | Daryne Joshua    | 24. září 2021        |
| 4            | 4         | Spiyoyo              | Spiyoyo              | Mmabatho Montsho | 24. září 2021        |
| 5            | 5         | Puleng vs. the World | Puleng vs. celý svět | Nelisa Ngcobo    | 24. září 2021        |
| 6            | 6         | Dark Times           | Temné časy           | Chinaka Iwunze   | 24. září 2021        |
| 7            | 7         | Family Matters       | Na rodině záleží     | Daryne Joshua    | 24. září 2021        |

### Třetí řada (2022)
| Č. v seriálu | Č. v řadě | Název                 | Český název          | Režie                    | Premiéra na Netflixu |
| ------------ | --------- | --------------------- | -------------------- | ------------------------ | -------------------- |
| 1            | 1         | Re-Orientation        | Znovu se zorientovat | Travis Taute             | 25. listopadu 2022   |
| 2            | 2         | The Recruit           | Přijata              | Mmabatho Montsho         | 25. listopadu 2022   |
| 3            | 3         | Blind Spot            | Slepá skvrna         | Mnamatho Montsho         | 25. listopadu 2022   |
| 4            | 4         | Out of the Shadows    | Vystoupit ze stínů   | Thati Pele               | 25. listopadu 2022   |
| 5            | 5         | Mayfair               | Mayfair              | Thati Pele               | 25. listopadu 2022   |
| 6            | 6         | A Tala of Two Sisters | Příběh dvou sester   | Nosipho Dumisa-Ngoasheng | 25. listopadu 2022   |

### Čtvrtá řada (2024)
| Č. v seriálu | Č. v řadě | Název                        | Český název                    | Režie                          | Premiéra na Netflixu |
| ------------ | --------- | ---------------------------- | ------------------------------ | ------------------------------ | -------------------- |
| 1            | 1         | BewarStřes se věcí z hlubin  | Keitumetse Qhali “Director Ki“ | 1. března 2024                 |                      |
| 2            | 2         | Tick Tock B****              | ťik, tak d****                 | Nosipho Dumisa                 | 1. března 2024       |
| 3            | 3         | Bad Decisions                | Špatná rozhodnutí              | Zeen van Zyl                   | 1. března 2024       |
| 4            | 4         | Just Act Normal              | Chovej se normálně             | Nozipho Nkelemba               | 1. března 2024       |
| 5            | 5         | Too Little, Too Late         | Příliš pozdě a příliš málo     | Zenn van Zyl                   | 1. března 2024       |
| 6            | 6         | Proceed With No Expectations | Stat se může všechno           | Keitumetse Qhali "Director Ki" | 1. března 2024       |